# Ochodaeus seleuciensis
Ochodaeus seleuciensis es una especie de coleóptero de la familia Ochodaeidae.

## Distribución geográfica
Habita en Turquía.